# Habry (zámek)
Zámek Habry je zámek, nachází se na Žižkově náměstí čp. 1 v centru města Habry, naproti kostelu Nanebevzetí Panny Marie. V zámku je od října 2009 zřízeno muzeum Habry, zřizovatelem je Petr Rudolf Vančura.

## Historie
Habry jsou poprvé zmiňovány v Kosmově kronice k roku 1101, ovšem zámek nechal vystavět až v letech 1717-1720 Adolf Felix Pötting-Persing, jehož rodu patřilo panství přes sto let. Už od začátku fungoval jako sídlo správy panství. V roce 1870 koupil Habry František Josef ze Salm-Reifferscheidtu a připojil je k velkostatku Světlá nad Sázavou. Na konci 19. století zámek zasáhl požár. Při opravách byl původně dvoupatrový objekt o patro snížen. Po následné novobarokní přestavbě sloužil jako škola a to až do roku 1992, kdy byla postavena nová. V roce 2007 zámek od města odkoupil Petr Rudolf Vančura a po prvotních opravách zde v říjnu 2009 otevřel muzeum. Kromě toho se v opravených místnostech zámku pořádají koncerty.

## Expozice
Muzeum bylo otevřeno v roce 2009 po rekonstrukci zámku, součástí prohlídkové trasy muzea je několik místností zámku, např. lovecký salón, barokní ložnice a sklepení zámku, ve sbírkách jsou například původní věžní hodiny z kostela Nanebevzetí Panny Marie.